# غافين وير
غافين وير (19 أكتوبر 1993 بستاركفيل في الولايات المتحدة - ) (بالإنجليزية: Gavin Ware)‏ هو لاعب كرة سلة أمريكي في مركز الوسط. لعب مع باريس لوفالوا.

## وصلات خارجية
- غافين وير على موقع دوري كرة السلة الياباني للمحترفين (اليابانية)
- غافين وير على موقع كرة السلة الأوروبية.كوم (الإنجليزية)
- غافين وير على موقع كلية كرة السلة في سبورتس رفرنس.كوم (الإنجليزية)
- غافين وير على موقع ريلجم (الإنجليزية)
- غافين وير على موقع بروبوليرز (الإنجليزية)
- غافين وير على موقع سبورتس رفرنس (الإنجليزية)